# Coelichneumon eximiops
Coelichneumon eximiops är en stekelart som beskrevs av Heinrich 1961. Coelichneumon eximiops ingår i släktet Coelichneumon och familjen brokparasitsteklar. Inga underarter finns listade i Catalogue of Life.